# 격자 게이지 이론
물리학에서 격자 게이지 이론(영어: Lattice gauge theory)은 격자로 이산화된 시공간에 대한 게이지 이론을 연구하는 것이다.
게이지 이론은 입자물리학에서 중요하며, 주요 입자 이론인 양자 전기역학, 양자 색역학 및 입자 물리학의 표준 모델을 포함한다. 연속적인 시공간에서의 비교란 게이지 이론 계산에는 공식적으로 계산상 다루기 힘든 무한 차원 경로 적분 계산이 포함된다. 이산적 시공간 작업을 통해 경로 적분은 유한차원이 되며 몬테카를로 방법과 같은 확률론적 시뮬레이션 기법으로 계산할 수 있다. 격자의 크기가 무한히 커지고 그 위치가 서로 무한히 가까워지면 연속체 게이지 이론이 회복된다.

## 기초
격자 게이지 이론에서 시공간은 유클리드 공간으로 윅 회전되었으며 장소가 거리 {\displaystyle a}인 분리된 격자로 이산화된다. 그리고 링크로 연결된다. 격자 양자색역학과 같이 가장 일반적으로 고려되는 경우 페르미온 장은 격자 장소에서 정의되고(페르미온 더블링이 발생함) 게이지 장은 링크에 정의된다. 즉, 컴팩트 리 군 G (리 대수 아님)의 원소 U가 각 링크에 할당된다. 따라서 리 군 SU(3)을 사용하여 양자색역학을 시뮬레이션하기 위해 각 링크에 3×3 단위 행렬이 정의된다. 링크에는 방향이 지정되며, 역원은 반대 방향의 동일한 링크에 해당한다. 그리고 각 노드에는 {\displaystyle \mathbb {C} ^{3}}(색상 3-벡터, SU(3)의 기본 표현이 작용하는 공간),  비스피너 (Dirac 4-스피너), nf 벡터 및 그라스만 변수 값이 지정된다.
따라서 경로를 따른 링크의 SU(3) 원소 구성(즉, 행렬의 순서화된 곱셈)은 닫힌 경로에 대해 윌슨 고리 값을 계산할 수 있는 경로 지수 (기하학적 적분)에 가깝다.

## 양-밀스 작용
양-밀스 작용은 극한 {\displaystyle a\to 0}이 원래의 연속체 작용을 형식적으로 재현하도록 윌슨 고리를 사용하여 격자에 기록된다. G의 충실한 기약표현 ρ가 주어지면 윌슨 작용으로 알려진 격자 양-밀스 작용은 윌슨 고리 안의 n 링크들 e 1, ...,en에 대한 대각합(의 실수 성분)의 모든 격자 사이트에 대한 합이다.
{\displaystyle S=\sum _{F}-\Re \{\chi ^{(\rho )}(U(e_{1})\cdots U(e_{n}))\}.}
여기서 χ는 특성이다. ρ가 실수 (또는 유사실수) 표현인 경우 실수 성분을 취하는 것은 중복된다. 왜냐하면 윌슨 고리의 방향이 반전되더라도 작용에 대한 기여도는 변경되지 않기 때문이다.
작용에 사용되는 윌슨 고리에 따라 다양한 윌슨 작용이 가능하다. 가장 간단한 윌슨 작용은 1×1 윌슨 고리만 사용하며 작은 격자 간격 {\displaystyle a}에 비례하는 "격자 인공물"이 연속체 작용과 다르다. "향상된 작용"을 구성하기 위해 더 복잡한 윌슨 고리를 사용함으로써 격자 아티팩트는 {\displaystyle a^{2}}에 비례하도록 줄일 수 있다. 이는 계산이 더 정확해진다.

## 측정 및 계산

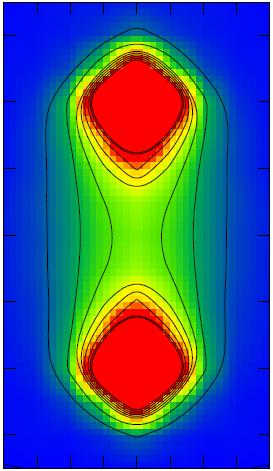
격자 양자색역학 계산의 결과는 쿼크와 반쿼크로 구성된 중간자를 보여준다.(M. Cardoso 외)

입자 질량과 같은 양은 몬테카를로 방법과 같은 기술을 사용하여 확률론적으로 계산된다. 게이지 장 구성은 {\displaystyle e^{-\beta S}}에 비례하는 확률로 생성된다. 여기서 {\displaystyle S}는 격자 작용이고 {\displaystyle \beta }는 격자 간격 {\displaystyle a}과 관련이 있다. 관심 수량은 각 구성에 대해 계산되어 평균화된다. {\displaystyle a\to 0}가 결과를 연속체로 외삽할 수 있도록 계산은 종종 서로 다른 격자 간격 {\displaystyle a}으로 반복된다.
이러한 계산은 종종 극도로 계산 집약적이며 사용 가능한 가장 큰 슈퍼컴퓨터를 사용해야 할 수도 있다. 계산 부담을 줄이기 위해 페르미온 장을 비동적 "동결" 변수로 처리하는 소위 담금질 근사법을 사용할 수 있다. 이는 초기 격자 양자색역학 계산에서는 일반적이었지만 이제는 "동역학적" 페르미온이 표준이다. 이러한 시뮬레이션은 일반적으로 분자 역학 또는 미시정규 앙상블 알고리즘을 기반으로 하는 알고리즘을 활용한다.
격자 양자색역학 계산의 결과는 예를 들어 중간자에서 입자(쿼크 및 반쿼크)뿐만 아니라 글루온 장의 "자속관"도 중요하다는 것을 보여준다.

## 양자적 자명함
격자 게이지 이론은 실공간 재규격화군의 양자 자명성 연구에도 중요한다. 재규격화군 흐름에서 가장 중요한 정보는 고정점이라고 불리는 것이다.
대규모로 시스템의 가능한 거시적 상태는 이 고정점 세트에 의해 제공된다. 이러한 고정점이 자유장론에 해당하는 경우 해당 이론은 자명하거나 상호작용하지 않는다고 한다. 격자 힉스 이론 연구에는 수많은 고정점이 나타나지만, 이들과 관련된 양자장론의 본질은 여전히 미해결 문제로 남아 있다.
자명함은 아직 엄격하게 입증되지 않았지만 격자 계산은 이에 대한 강력한 증거를 제공했다. 이 사실은 양자의 자명함을 사용하여 힉스 보손의 질량과 같은 매개변수를 제한하거나 예측할 수 있기 때문에 중요한다.

## 기타 응용
원래 해결 가능한 2차원 격자 게이지 이론은 이미 1971년에 상전이 분야에서 활동했던 이론가 프란츠 베그너(Franz Wegner)에 의해 흥미로운 통계적 특성을 갖는 모델로 소개되었다.
1×1 윌슨 고리만 작용에 나타날 때 격자 게이지 이론은 정확하게 이중 폼 모델을 회전시키는 것으로 나타날 수 있다.

## 같이 보기
- 해밀토니안 격자 게이지 이론
- 격자장론
- 래티스 양자색역학
- 양자적 자명함
- 윌슨 작용

## 더 읽어보기
- Creutz, M., Quarks, gluons and lattices, Cambridge University Press, Cambridge, (1985). ISBN 978-0521315357ISBN 978-0521315357
- Montvay, I., Münster, G., Quantum Fields on a Lattice, Cambridge University Press, Cambridge, (1997). ISBN 978-0521599177ISBN 978-0521599177
- Makeenko, Y., Methods of contemporary gauge theory, Cambridge University Press, Cambridge, (2002). ISBN 0-521-80911-8ISBN 0-521-80911-8.
- Smit, J., Introduction to Quantum Fields on a Lattice, Cambridge University Press, Cambridge, (2002). ISBN 978-0521890519ISBN 978-0521890519
- Rothe, H., Lattice Gauge Theories, An Introduction, World Scientific, Singapore, (2005). ISBN 978-9814365857ISBN 978-9814365857
- DeGrand, T., DeTar, C., Lattice Methods for Quantum Chromodynamics, World Scientific, Singapore, (2006). ISBN 978-9812567277ISBN 978-9812567277
- Gattringer, C., Lang, C. B., Quantum Chromodynamics on the Lattice, Springer, (2010). ISBN 978-3642018497ISBN 978-3642018497
- Knechtli, F., Günther, M., Peardon, M., Lattice Quantum Chromodynamics: Practical Essentials, Springer, (2016). ISBN 978-9402409970ISBN 978-9402409970
- Weisz Peter, Majumdar Pushan (2012). “Lattice gauge theories”. 《Scholarpedia》 7 (4): 8615. Bibcode:2012SchpJ...7.8615W. doi:10.4249/scholarpedia.8615.